# Skala senności Epworth
Skala senności Epworth (ang. Epworth Sleepiness Scale, ESS) – skala stosowana w ocenie zaburzeń snu, między innymi w diagnostyce zespołu bezdechu śródsennego.
Jest to skala samooceny, polegająca na określeniu przez badanego (w skali 0-3) prawdopodobieństwa zaśnięcia w 8 sytuacjach życia codziennego.

## Pytanie i sytuacja dnia codziennego
Z jaką łatwością zapadłbyś w drzemkę lub zasnął w następujących sytuacjach?
- siedząc lub czytając
- oglądając telewizję
- siedząc w miejscu publicznym (zebranie, kino)
- podczas godzinnej, nieprzerwanej jazdy jako pasażer
- po południu, leżąc
- podczas rozmowy, siedząc
- po bezalkoholowym obiedzie, siedząc
- prowadząc samochód, podczas kilkuminutowego oczekiwania w korku

## Zasady punktacji
- 0 - nigdy nie zasnę
- 1 - małe prawdopodobieństwo zaśnięcia
- 2 - prawdopodobnie zasnę
- 3 - prawie na pewno zasnę

## Interpretacja wyniku
- 0-10 punktów - wynik prawidłowy
- 11-14 punktów - łagodna senność
- 15-18 punktów - umiarkowana senność
- powyżej 18 punktów - ciężka senność, konieczność konsultacji lekarskiej